# Uplifting Trance
Uplifting Trance gilt als die Hauptkategorie der Trance-Musik. Es weist einen hymnenhaften sowie euphorisierenden Charakter auf und beinhaltet weitere Unterkategorien wie Epic Trance, Orchestral Trance sowie Dutch Trance.

## Charakteristische Elemente
Der Begriff Uplifting (deutsch „erhebend“) steht für einen euphorisierenden Charakter, der durch eingängige Melodien, Pattern und Sequenzen erzeugt wird. Dabei wird der Hörer in ein Gefühl der Ekstase versetzt, was ihn einerseits meditativ beeinflusst, andererseits aber den Drang auslöst, sich dazu zu bewegen. Das Tempo beträgt in der Regel um die 136–140 BPM.
Weitere bezeichnende Merkmale sind eine relativ komplexe prägnante Melodie, energievolle Sounds und rollende Basslines. Dabei besteht die Bassline nicht, wie bei klassischem Trance aus einer 4/4-Offbeat-Bassline, sondern meist aus einem sechzehntelbasierten Pattern (Veracocha – Carte Blanche, hier besonders gut schon im Aufbau-Part zu hören). Hier werden die entsprechenden Steps durch die enorme Verdichtung (Kompressor) der Patterns besonders betont. Dadurch entsteht eine druckvolle, „treibende“ Dynamik. Die Bassdrum ist dabei aber lediglich ein begleitendes Element und dominiert selten. Im Vordergrund steht hier ganz allein die Melodie, welche sich durch eine meist helle, spannungsgeladene, euphorisierende Klangfarbe auszeichnet, die meist den SuperSaw-Synth enthält. Zusammengefasst ist Uplifting „treibend“, „melodisch“ und „erhebend“.

## Geschichte
Die Stilrichtung entstand zwischen Mitte und Ende der 1990er-Jahre, als Dutch Trance den Hardcore Techno und Gabber in den Niederlanden als populärste Richtung bei der elektronischen Tanzmusik ablöste. Als damalige Vorreiter zu nennen sind Armin van Buuren, Ferry Corsten, Above & Beyond oder M.I.K.E. Seit Mitte der 2000er Jahre erweisen sich allerdings Aly & Fila, John O’Callaghan oder The Thrillseekers als Vorreiter des heutigen Genres.

## Stiltypische Vertreter

### Stücke
Stiltypische Stücke von Uplifting Trance sind:
- 1998: System F – Out Of The Blue
- 1999: Veracocha – Carte Blanche
- 2003: Nu Nrg – Connective
- 2005: Luminary – Amsterdam (Super 8 & Tab Remix)
- 2005: John O’Callaghan & Bryan Kearney – Exactly
- 2008: Woody van Eyden & Alex M.O.R.P.H. feat. Michelle Citrin – Turn It On
- 2008: The Thrillseekers feat. Fisher – The Last Time
- 2011: Aly & Fila feat. Jwaydan – We Control The Sunlight
- 2012: Paul van Dyk feat. Plumb – I Don’t Deserve You (Giuseppe Ottaviani Remix)
- 2013: SkyPatrol – Folding Your Universe
- 2014: Jorn van Deynhoven – New Horizons
- 2015: Matt Darey feat. Kate Louise Smith – See The Sun (Dan Stone Rework)

### Interpreten
Aktive Vertreter dieser Stilrichtung sind:
- A & Z
- Ahmed Romel
- Airosource
- Alan Morris
- Alessandra Roncone
- Alex M.O.R.P.H.
- Aly & Fila
- Allen Watts
- Andrea Ribeca
- Bjorn Akesson
- Dan Stone
- Darren Porter
- Daniel Kandi
- Factor B
- Ferry Tayle
- John Askew
- John O’Callaghan
- Giuseppe Ottaviani
- Madwave
- Manuel Le Saux
- Neptune Project
- Nitrous Oxide
- Omar Sherif
- Philippe El Sisi
- RAM
- ReOrder
- Talla 2XLC
- The Thrillseekers
- Sean Tyas
- Sied van Riel
- UCast
- DJ Phalanx

### Labels
Aktive Labels dieser Stilrichtung sind:
- Abora Recordings
- Always Alive Recordings
- Amsterdam Trance Records
- Black Hole Recordings
- Blue Soho Recordings
- FSOE Recordings
- Go On Air Recordings
- Grotesque
- In Trance We Trust
- Lifted Trance Music
- Monster Force
- Pure Trance
- Redux Recordings
- Rielism
- Silent Shore Records
- State Control Records
- Subculture
- Transistic
- VANDIT Records
- Who’s Afraid of 138?

## Weitere Unterkategorien
Weitere Unterkategorien von Uplifting Trance:

### Dutch Trance
Dutch Trance wird als Bezeichnung für Trance-Musik aus den Niederlanden verwendet und ist eine Form des Uplifting Trance. Zwischen Mitte und Ende der 1990er-Jahre löste Trance den Hardcore Techno und Gabber in den Niederlanden als populärste Richtung der elektronischen Tanzmusik ab. Vor allem die DJs und Produzenten Tiësto, Armin van Buuren und Ferry Corsten gaben dem niederländischen Trance einen eigenen Charakter. Sie verwendeten neben speziellen Klangfarben und Strukturen auch Gesang, was sich bis dahin in der internationalen Trance-Szene (wahrscheinlich aufgrund der Nähe zur Popmusik) keiner großen Beliebtheit erfreute. Mit Songs wie „Delerium feat. Sarah McLachlan – Silence (DJ Tiësto’s In Search Of Sunrise Remix)“ etablierte sich Dutch Trance in Diskotheken und bei Großveranstaltungen.
- 1998: Push – Universal Nation
- 1999: Armin – Communication
- 1999: Gouryella – Walhalla
- 1999: Rank 1 – Airwave
- 2000: Delerium feat. Sarah McLachlan – Silence (DJ Tiësto’s In Search Of Sunrise Remix)

### Epic Trance
Epic Trance ist eine in der traditionellen Songstruktur gehaltene Form des Trance mit sehr prägnanten Melodien, die in seltenen Fällen sogar als „Hymnen“ für Veranstaltungen komponiert wurden. Extreme Form des Uplifting Trance, auch Anthem Trance.
- 1998: Binary Finary – 1998
- 2002: Second Sun – Empire (Paul van Dyk TPOD Mix)
- 2003: Ernesto vs Bastian – A Few Seconds After Trancefer

### Orchestral Trance
Über die Pioniere wie Andy Blueman, Simon O’Shine, Soundlift oder Ahmed Romel entstand Orchestral Trance. Das Genre zeichnet sich durch die in symphonischen Orchestern verwendeten Instrumente wie Violinen, Klaviere, Hörner, orchestrale Trommeln und andere aus. Ein weiteres Merkmal sind die minutenlangen Breakdowns, die zur Ekstase oder emotionalen Zusammenbrüchen führen sollen, und auch, dass die Werke allgemein ohne Lyrik auskommen.
Stiltypische Stücke sind:
- 2009: Gaia – Tuvan (Andy Blueman Remix)
- 2012: Simon O’Shine – Your Distant World
- 2014: Ahmed Romel – Yarden
- 2016: SoundLift – Essence of Life